# الطب الرومانسي
هو جزء من الحركة الأوسع المعروفة باسم الرومانسية، الأكثر هيمنة في الفترة 1800-1840، شملت كلًا من العلوم الثقافية (الإنسانية) والعلوم الطبيعية، ناهيك عن الجهود المبذولة لفهم الإنسان بشكل أفضل في سياق روحي ("العلوم الروحية"). كانت الرومانسية في الطب جزءًا لا يتجزأ من الرومانسية في العلوم.
كان الكتاب الرومانسيون يقرؤون في الطب بشكل أفضل بكثير مما نتذكره: استشار بايرون كتيبات صحية شعبية من قبل أدير وسولومون. قرأ كولريدج بعمق في مكتبة طبيبه، جيمس جيلمان. أمر بيرسي شيلي بأعمال سبالانزاني الكاملة وانغمس في الجدل الحيوي، بينما قرأت ماري شيلي غال وسبورزهايم لوحات بليك المحفورة للأدب الطبي الذي نشره جوزيف جونسون. وكيتس بالطبع، تدرب كطبيب.
جاء الدافع للأفكار الرومانسية في الطب من بريطانيا العظمى، وبشكل أكثر تحديدًا اسكتلندا - جون هنتر (1728-93) وفكرة الحياة كمبدأ لا يمكن اختزاله في البنى المادية، وجون براون (1735-88)، مؤسس نظام برونونيا للطب (انظر أيضًا، الرومانسية في اسكتلندا # العلوم). كانت العلاقة بين الطب الرومانسي هي ألمانيا، التي رعتها واسترشدت إلى حد كبير بالاستفسارات العلمية الطبيعية الألمانية فيما يتعلق بالجوانب الحيوية للطبيعة، مثل يوهان فريدريش بلومنباخ (1752-1840) وأفكاره المؤثرة فيما يتعلق بمبدأ الحياة (Bildungstrieb)، وهو محرك تكويني (تكوينات nisus) بالإضافة إلى تقليد فلسفي أكد على الجوانب الديناميكية للإنسان والطبيعة، وعلاقتهما الأساسية كجزء من الوحدة -المثالية الألمانية والفلسفة الطبيعية- كلها تسترشد بتحدي إيمانويل كانط (1724-1804) الذي يدعو إلى التحقيق النقدي كأساس للعلم.
كان جوهر الطب الرومانسي هو التغلب على الأزمة العميقة التي وجد الطب الغربي نفسه فيها خلال النصف الأخير من 1700s عن طريق علم الحياة (علم الأمراض وعلم وظائف الأعضاء المتجذر في التاريخ) الذي تجاوز التطبيق البسيط لطريقة العلوم بالقصور الذاتي (الفيزياء والكيمياء، الرياضيات) التي عملت بشكل جيد للطبيعة الخاملة، ولكن وجد أنه غير مرغوب فيها عند تطبيقها على الطبيعة الحيوية، وكذلك أيضًا علم الحياة الذي تجاوز فكرة الطب كفن شخصي إلى حد كبير ليترك للممارسة الفردية. سعت روح العصر في الطب الرومانسي إلى توحيد الشراكة غير المستقرة بين العلوم الطبيعية المادية والممارسة السريرية الذاتية لإنشاء أساس علمي حقيقي للطب الغربي

## مسألة الحياة
قضية الحياة –ما هي الحياة؟- أو البحث العلمي والبحث (questio) فيما يتعلق بالطبيعة الحيوية، لفت انتباه الفلاسفة والعلماء بشكل متزايد في 1700s، بعد التقدم الكبير فيما يتعلق بقوانين ومبادئ الطبيعة الخاملة -الثورات الكوبرنيكية والجليلية والنيوتونية في الميكانيكا السماوية والأرضية- علم الفلك والفيزياء. بثقة وتفاؤل كبيرين، تحولت الفلسفة والعلوم إلى سر الحياة، أو بالأحرى سر الصحة - كيفية استعادتها والحفاظ عليها. أولئك الذين انجذبوا مباشرة إلى هذا المجال هم أولئك الذين لديهم بعض الاهتمام بالقضايا الصحية، والأطباء على وجه الخصوص. وهكذا، تشكل تحالف طبيعي بين الفلسفة الطبيعية والعلوم من ناحية والطب من ناحية أخرى. ما كان مشتركًا بينهم هو النهوض بنظام دراسة وظائف المعيشة أو علم وظائف الأعضاء.

## التهيج
بسبب تأثير العلوم بالقصور الذاتي ونجاح الطريقة المستخدمة لاكتساب المعرفة بالقوانين والمبادئ التي تنطبق على الطبيعة الخاملة، كان النهج الأولي هو تطبيق نفس الطريقة على الطبيعة الحيوية. ما ظهر من هذا هو الدراسة المكثفة في الجزء الأول من 1700s من "التهيج"، وهذا يعتمد على الجهاز العصبي المركزي وينطوي على قوى فيزيائية مثل الكهرباء والمغناطيسية. ومع ذلك، فإن التفسير الميكانيكي المادي لم يكن مثمرًا عندما تعلق الأمر بالتعامل الفعلي مع الحياة في حالة ممارسي الرعاية الصحية. أدت فرضية "التهيج" لألبريشت فون هالر
(1708-77) وفشلها في شرح ظاهرة الحياة بشكل كاف، بالإضافة إلى تضاؤل قدرة العقلية الغربية على المشاركة في الطبيعة الحية التي تكمن في جذر نظام أبقراط للأخلاط (أو القدرات الصاخبة)، إلى انقسام بين أولئك الذين تشبثوا بالتقاليد القديمة، ولكن بالاسم فقط (أصبحوا روتينيين أو تجريبيين)، وأولئك، إلى حد كبير في الجامعات، الذين سعوا إلى أساس علمي (مادي ميكانيكي) فيما يتعلق بالحياة والطب. أدى هذا الانقسام إلى أزمة معترف بها على نطاق واسع في "الطب" الغربي في النصف الأخير من 1700s.
هذا الدواء ج. 1800 أُمسك به في خضم أزمة تأسيسية تشهد عليه مصادر عديدة وقبل كل شيء من خلال السعي الجماعي الموثق لجميع الدول الأوروبية الرائدة لإصلاح الطب بالكامل. في موعد لا يتجاوز 1780s -كما تظهر المصادر بوضوح- كان الأطباء البارزون على علم بالوضع الحرج.
الطب الرومانسي والديناميات.
أدت محاولة الفلاسفة والعلماء للتعامل مع مسألة الحياة إلى التركيز بعيدًا عن الميكانيكا أو الإحصائيات، إلى الديناميات. كانت الحياة عملًا وحركة حية و مظهراً من مظاهر القطبية الكامنة في الطبيعة والكون. بدلًا من رؤية الطبيعة من منظور متفرج "أعور، أعمى الألوان"، كان المطلوب هو منظور مجهر وتشاركي. تقدم علم القصور الذاتي في فهم الإنسان للطبيعة الخاملة، شكلها الخارجي أو قشرتها، ما أسماه فرانسيس بيكون ناتورا ناتوراتا (الشكل الخارجي أو المظهر).